# Phaenocarpa horribilis
Phaenocarpa horribilis är en stekelart som beskrevs av Fischer 1974. Phaenocarpa horribilis ingår i släktet Phaenocarpa och familjen bracksteklar. Inga underarter finns listade i Catalogue of Life.